# Cynisca williamsi
Cynisca williamsi — вид плазунів з родини амфісбенових (Amphisbaenidae). Ендемік Гани.

## Поширення і екологія
Cynisca williamsi відомі з типової місцевості, розташованої в околицях міста Венчі в області Боно.